# Tiszaújváros
Tiszaújváros (en eslovaco: Nové Mesto nad Tisou) es una ciudad industrial en el condado de Borsod-Abaúj-Zemplén, en el norte de Hungría, 35 kilómetros al sureste de Miskolc, cerca del río Tisza.

## Historia
El pueblo se construyó a las afueras del antiguo pueblo de Tiszaszederkény. Legalmente, el antiguo pueblo y el nuevo son lo mismo: el pueblo se convirtió en ciudad en 1966 y cambió de nombre dos veces, en 1970 y en 1991.

## Ciudades hermanadas
Tiszaújváros está hermanada con:
- Berehove, Ucrania
- Dexing, China
- Friesenheim, Alemania
- Miercurea Ciuc, Rumanía
- Neuhofen an der Krems, Austria
- Rimavská Sobota, Eslovaquia
- Świętochłowice, Polonia
- Zawiercie, Polonia

## Galería

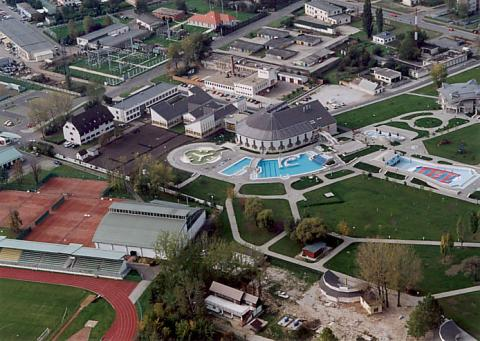
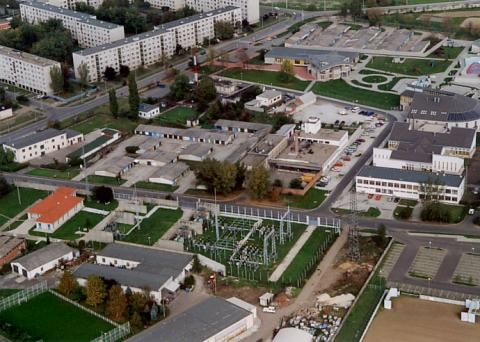
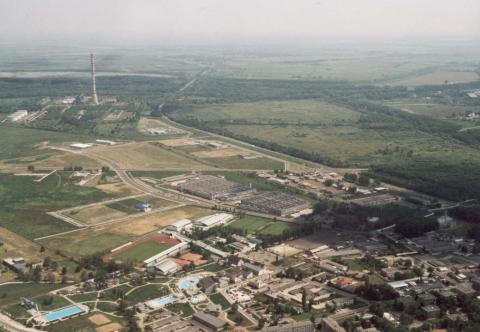
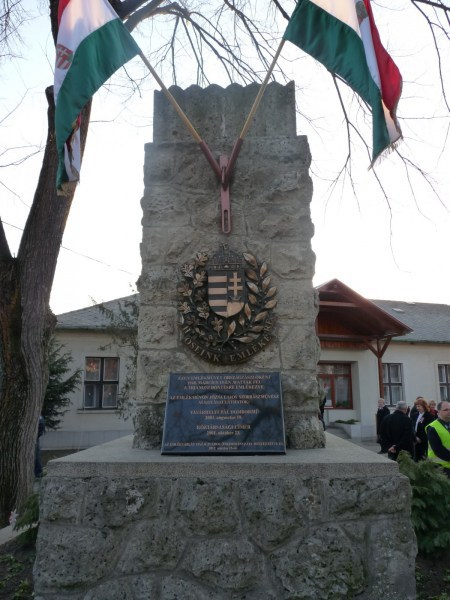